# Culturenmuseum
Het Culturenmuseum in Bazel (Zwitserland) is een van de belangrijkste etnografische musea van Europa. De wereldberoemde collectie bevat meer dan 320.000 objecten en ongeveer 50.000 historische foto's. Om delen ervan keer op keer te presenteren en te herpositioneren, worden jaarlijks naast de twee permanente tentoonstellingen verschillende speciale tentoonstellingen getoond. De focus ligt altijd op onderwerpen met een eigentijdse referentie.

## Geschiedenis
Het museum werd opgericht in 1849 en werd gehuisvest in een gebouw ontworpen door de Zwitserse architect Melchior Berri. Een belangrijke collectie in de beginperiode was de Mexico-collectie van de in 1840 overleden verzamelaar Lukas Vischer. Het gebouw huisvestte ook de universiteitsbibliotheek met ook de etnologische boekencollectie. Aanvankelijk groeide de collectie door voorwerpen die lokale inwoners van hun reizen meebrachten, maar later professionaliseerde dit proces. Onderzoekers als Fritz en Paul Sarasin, Felix Speiser, Alfred Bühler en Paul Wirz hebben aanzienlijk bijgedragen aan de uitbreiding van de collectie.

## Museumdirecteurs
- Fritz Sarasin (1896-1942)
- Felix Speiser (1942-1949)
- Alfred Bühler (1949-1964)
- Carl August Schmitz (1964-1965)
- Gerhard Baer (1967-1996)
- Clara Wilpert (1996-2006)
- Anna Schmid (vanaf 2006)

- Bibliothèque nationale de France: cb137364390 (data)
- Gemeinsame Normdatei: 2163175-X
- International Standard Name Identifier: 0000 0001 1940 7036
- Nationale Bibliotheek van Tsjechië: kn20020603017
- Nationale Bibliotheek van Israël: 987009046275005171
- Système universitaire de documentation: 06138268X
- Virtual International Authority File: 248389357